# Ribozim
Ribozim (od riječi ribo - riboza + zim - enzim) je vrsta molekule ribonukleinske kiseline (RNK). Otkrili su ih Sydney Altman i Thomas Robert Cech koji su za to otkriće 1989. godine dobili Nobelovu nagradu za kemiju.
Sadrže ga svi živi organizmi, uključujući i organizme koji su na rubu živog i neživog svijeta, viruse. Građeni su slično proteinima.
Ribozim je katalitičan. Premda je njihova složena prostoran građa slična proteinskoj, neke vrste ribozima samo jednokratno djeluju, za razliku od proteinskih enzima. U transkripciji neki introni djeluju takvom katalizom da se sami izrežu iz prvotnog materijala i na koncu procesa ostaju molekule glasničke ili ribosomske RNK. Ostale vrste ribozima djeluju višekratno i katalizatori su u potpunom smislu riječi. Te vrste ribozima uglavnom djeluju na reakcije u kojima sudjeluje RNK.
Komplekse od RNK i proteina zvanih koje zovemo katalitičkim ribonukleoproteinima smatramom za nadopunjene ribozime. Razlog je što je RNK u tom kompleksu ta koja djeluje katalitički, a ne protein. Ribosomi su najsloženija vrsta ribozima.
Otkriće ribozima pridonijelo je tezi po kojoj se živi svijet prvo bio RNK-svijet koji je prethodio razvitku DNK-svijeta i proteina.